# Goephanes albosignatus
Goephanes albosignatus är en skalbaggsart som beskrevs av Stefan von Breuning 1965. Goephanes albosignatus ingår i släktet Goephanes och familjen långhorningar.
Artens utbredningsområde är Madagaskar. Inga underarter finns listade i Catalogue of Life.